# Sent Sulpici de Pomèirs
Sent Sulpici de Pomèirs (en francès Saint-Sulpice-de-Pommiers) és un municipi francès situat al departament de la Gironda i a la regió de la Nova Aquitània.

## Demografia
| 1962                                       | 1968 | 1975 | 1982 | 1990 | 1999 | 2007 |
| ------------------------------------------ | ---- | ---- | ---- | ---- | ---- | ---- |
| 262                                        | 269  | 206  | 202  | 220  | 228  | 224  |
| Des de 1962: població sense dobles comptes |      |      |      |      |      |      |

## Administració
| Període | Identitat      | Partit |
| ------- | -------------- | ------ |
| 2008-   | Nicole Bonnamy |        |